# Mikuláš a jeho přátelé
Mikuláš a jeho přátelé, francouzsky Le Petit Nicolas et les copains, je čtvrtá knížka ze série Malý Mikuláš, kterou napsal francouzský spisovatel René Goscinny a ilustroval Jean-Jacques Sempé. Do češtiny knihu přeložila Tamara Sýkorová-Řezáčová a vydalo nakladatelství BB art v roce 1997.

## Příběhy
- Kryšpín má brýle
- Nádherný čerstvý vzduch
- Pastelky
- Táboření
- Mluvili jsme do rádia
- Marie-Hedvika
- Filatelie
- Fridolín kouzelníkem
- Déšť
- Šachy
- Lékařská prohlídka
- Nové papírnictví
- Viktorín je nemocný
- Atleti
- Tajná abeceda
- Narozeniny Marie-Hedviky